# 鉦五郎

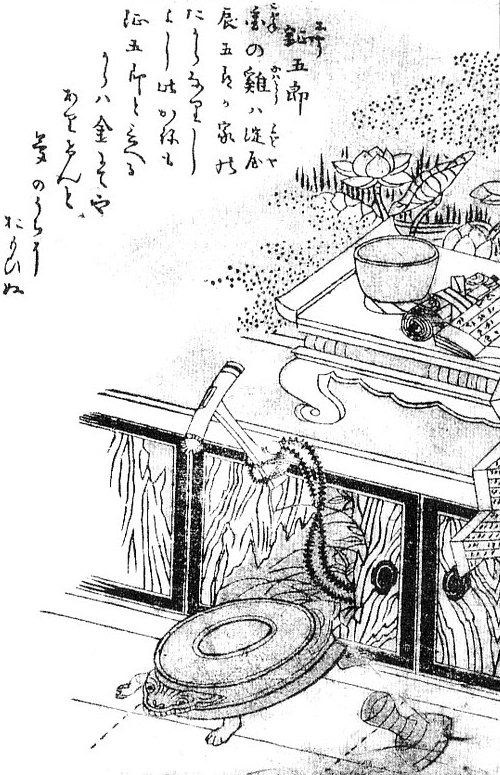
鳥山石燕『百器徒然袋』より「鉦五郎」

鉦五郎（しょうごろう）是鳥山石燕的妖怪畫集『百器徒然袋』中出現的日本妖怪，鉦鼓（銅製的打擊樂器）幻化的妖怪。
「百器徒然袋」解説文寫道「淀屋辰五郎家的金雞」。 淀屋5代目老闆淀屋辰五郎是江戸中期的大阪的商人（放到現代即是持有數十兆日元資產的豪商），非常驕傲，得罪了不少人。後來，因僭越而被幕府抄了家，其他商人也和他斷絕了來往，不久之後就因為失意而病亡了。 
鉦五郎是淀屋辰五郎讓人製作的金雞形狀的鉦鼓，辰五郎死後就附身在它上面並變成了妖怪，如果有人太自傲的話，鉦五郎就會不敲自鳴，以示警戒。 
從其名稱「五郎」和其本來富商的身份來看，附於鉦鼓的霊是「禦霊（ごりょう）」這個說法的由來。 

## 腳註
1. 1 2  村上健司編著. . 毎日新聞社. 2000: 189頁. ISBN 978-4- 620-31428-0.
2. 1 2  水木茂. . Softgarage. 2004: 67 頁. ISBN 978-4- 86133-006-3.
3. ↑  人文社編集部. . ものしりシリーズ. 人文社. 2005: 25頁. ISBN 978-4-7959-1956-3.